# بادکنک‌ماهی خال‌سیاه
بادکنک ماهی خال سیاه (نام علمی: Arothron nigropunctatus) نام یک گونه از تیره بادکنک‌ماهیان است.اندازه متوسط بادکنک ماهی خال سیاه ۳۳سانتی متر است.این گونه درآب های باز در اقیانوس هند تا جزایر مرکزی اقیانوس آرام،اقیانوس هند-آرام،قسمت های وسیعی از دریای سرخ زندگی می کند.این گونه در عمق ۲۵متری یافت میشود.
بادکنک ماهی خال سیاه از اسفنج دریایی، جلبک، مرجان و سخت پوستان و نرم‌تنان تغذیه می کند.